# Liezel Huber
Liezel Huber (született Horn) (Durban, 1976. augusztus 21. –) páros világelső, hétszeres Grand-Slam-tornagyőztes, párosban háromszoros évvégi világbajnok, olimpikon, dél-afrikai-amerikai teniszezőnő. 2007. augusztus 12-ig dél-afrikai, ezt követően amerikai színekben versenyzett.
1993-ban kezdte profi pályafutását, 53 páros WTA-tornát nyert meg, emellett 11 ITF-tornán végzett az első helyen. Párosban először 2007. november 12-én került a világranglista élére, és megszakításokkal 2012. szeptember 19-ig összesen 199 héten keresztül állt ott. Öt alkalommal nyert Grand Slam-tornát párosban, ebből kettőt Wimbledonban (2005, 2007), egyet az Australian Openen (2007), és kétszer volt bajnok az US Openen (2008, 2011). Emellett 2005-ben döntős volt a Roland Garroson, de ezen nem sikerült nyernie, így a karrier Grand Slam-hez ez a győzelem hiányzik. Vegyes párosban két Grand Slam-tornagyőzelmet aratott: 2009-ben a Roland Garroson és 2010-ben a US Openen. 2003 óta csak párosban játszik a tornákon.
1998−2003 között a dél-afrikai válogatottban, 2008−2013 között az Amerikai Egyesült Államok válogatottjában szerepelt a Fed-kupa versenysorozatában.
2000-ben a Dél-afrikai Köztársaság képviseletében, 2008-ban és 2012-ben az Amerikai Egyesült Államok csapatában szerepelt párosban az olimpiai játékokon.
1992-ben az Egyesült Államokba költözött, ahol egy dél-karolinai teniszakadémia növendéke lett. 2000-ben házasodott össze az amerikai Tony Huberrel, ezt követően kezdte használni a Liezel Huber nevet. 2007-ben kapta meg az amerikai állampolgárságot.
2017. áprilisban jelentette be visszavonulását.

### Grand Slam döntői

#### Páros

##### Győzelmek (5)
| Év   | Bajnokság       | Borítás | Partner      | Ellenfél                                            | Eredmény            |
| ---- | --------------- | ------- | ------------ | --------------------------------------------------- | ------------------- |
| 2005 | Wimbledon       | Fű      | Cara Black   | Szvetlana Alekszandrovna Kuznyecova Amélie Mauresmo | 6–2, 6–1            |
| 2007 | Australian Open | Kemény  | Cara Black   | Csan Jung-zsan Csuang Csia-zsung                    | 6–4, 6–7(4), 6–1    |
| 2007 | Wimbledon       | Fű      | Cara Black   | Katarina Srebotnik Szugijama Ai                     | 3–6, 6–3, 6–2       |
| 2008 | US Open         | Kemény  | Cara Black   | Lisa Raymond Samantha Stosur                        | 6–3, 7–6(8)         |
| 2011 | US Open         | Kemény  | Lisa Raymond | Vania King Jaroszlava Svedova                       | 4–6, 7–6(5), 7–6(3) |

##### Elveszített döntői (5)
| Év   | Bajnokság       | Borítás | Partner        | Ellenfél                            | Eredmény         |
| ---- | --------------- | ------- | -------------- | ----------------------------------- | ---------------- |
| 2004 | Wimbledon       | Fű      | Szugijama Ai   | Cara Black Rennae Stubbs            | 3–6, 6–7(5)      |
| 2005 | Roland Garros   | Salak   | Cara Black     | Virginia Ruano Pascual Paola Suárez | 6–4, 3–6, 3–6    |
| 2009 | US Open         | Kemény  | Cara Black     | Serena Williams Venus Williams      | 2–6, 2–6         |
| 2010 | Australian Open | Kemény  | Cara Black     | Serena Williams Venus Williams      | 4–6, 3–6         |
| 2010 | US Open         | Kemény  | Nagyja Petrova | Vania King Jaroszlava Svedova       | 6–2, 4–6, 6–7(4) |

#### Vegyes páros

##### Győzelmek (2)
| Év   | Bajnokság     | Borítás | Partner   | Ellenfél                           | Eredmény            |
| ---- | ------------- | ------- | --------- | ---------------------------------- | ------------------- |
| 2009 | Roland Garros | Salak   | Bob Bryan | Vania King Marcelo Melo            | 5–7, 7–6(5), [10–7] |
| 2010 | US Open       | Kemény  | Bob Bryan | Květa Peschke Aisam-ul-Haq Qureshi | 6–4, 6–4            |

##### Elveszített döntői (3)
| Év   | Bajnokság       | Borítás | Partner       | Ellenfél                       | Eredmény         |
| ---- | --------------- | ------- | ------------- | ------------------------------ | ---------------- |
| 2001 | Wimbledon       | Fű      | Mike Bryan    | Leoš Friedl Daniela Hantuchová | 6–4, 3–6, 2–6    |
| 2005 | Australian Open | Kemény  | Kevin Ullyett | Samantha Stosur Scott Draper   | 2–6, 6–2, [6–10] |
| 2008 | US Open         | Kemény  | Jamie Murray  | Lijendar Pedzs Cara Black      | 6–7(6), 4–6      |

## WTA-döntői

### Páros

#### Győzelmei (53)
| Összesítés           |                        |
| Grand Slam-torna (5) |                        |
| Tier I (6)           | Premier Mandatory* (2) |
| Tier II (12)         | Premier Five* (6)      |
| Tier III (6)         | Premier* (7)           |
| Tier IV (4)          | International* (2)     |
| Tier V (0)           | Challenger* (0)        |
| WTA Finals (3)       |                        |

* 2009-től megváltozott a tornák rendszere.
 Az egymás mellett azonos színnel jelölt tornatípusok között nincs teljes mértékű megfelelés.
|     | Dátum                | Torna           | Borítás    | Partner                     | Ellenfelek a döntőben                              | Eredmény a döntőben | Eredmény a döntőben |
| 1.  | 2001. szeptember 23. | Tokió           | Kemény     | Cara Black                  | Kim Clijsters Szugijama Ai                         | 6–1, 6–3            |                     |
| 2.  | 2001. október 7.     | Tokió           | Kemény     | Rachel McQuillan            | Janet Lee Wynne Prakusya                           | 6–2, 6–0            |                     |
| 3.  | 2001. október 14.    | Sanghaj         | Kemény     | Lenka Němečková             | Evie Dominikovic Tamarine Tanasugarn               | 6–0, 7–5            |                     |
| 4.  | 2002. január 5.      | Auckland        | Kemény     | Nicole Arendt               | Květa Hrdličková Henrieta Nagyová                  | 7–5, 6–4            |                     |
| 5.  | 2003. március 30.    | Miami           | Kemény     | Magdalena Malejeva          | Shinobu Asagoe Nana Miyagi                         | 6–4, 3–6, 7–5       |                     |
| 6.  | 2003. április 6.     | Sarasota        | Salak      | Martina Navratilova         | Shinobu Asagoe Nana Miyagi                         | 7–6(8), 6–3         |                     |
| 7.  | 2003. május 4.       | Varsó           | Salak      | Magdalena Malejeva          | Eléni Danjilídu Francesca Schiavone                | 3–6, 6–4, 6–2       |                     |
| 8.  | 2003. május 24.      | Madrid          | Salak      | Jill Craybas                | Rita Grande Angelique Widjaja                      | 6–4, 7–6(6)         |                     |
| 9.  | 2003. október 26.    | Linz            | Kemény (f) | Szugijama Ai                | Marion Bartoli Silvia Farina Elia                  | 6–1, 7–6(6)         |                     |
| 10. | 2004. február 21.    | Haidarábád      | Kemény     | Szánija Mirza               | Li Ting Szun Tien-tien                             | 7–6(1), 6–4         |                     |
| 11. | 2005. május 9.       | Rome            | Salak      | Cara Black                  | Marija Kirilenko Anabel Medina Garrigues           | 6–0, 4–6, 6–1       |                     |
| 12. | 2005. június 20.     | Wimbledon       | Fű         | Cara Black                  | Szvetlana Kuznyecova Amélie Mauresmo               | 6–2, 6–1            |                     |
| 13. | 2006. február 19.    | Bengaluru       | Kemény     | Szánija Mirza               | Anastasia Rodionova Jelena Vesznyina               | 6–3, 6–3            |                     |
| 14. | 2006. május 27.      | Strasbourg      | Salak      | Martina Navratilova         | Martina Müller Andreea Vanc                        | 6–2, 7–6(1)         |                     |
| 15. | 2006. szeptember 24. | Kalkutta        | Kemény     | Szánija Mirza               | Julija Bejhelzimer Juliana Fedak                   | 6–4, 6–0            |                     |
| 16. | 2007. január 15.     | Australian Open | Kemény     | Cara Black                  | Csan Jung-zsan Csuang Csia-zsung                   | 6–4, 6–7(4), 6–1    |                     |
| 17. | 2007. február 5.     | Párizs          | Szőnyeg    | Cara Black                  | Gabriela Navratilova Vladimíra Uhlířová            | 6–2, 6–0            |                     |
| 18. | 2007. február 12.    | Antverpen       | Szőnyeg    | Cara Black                  | Jelena Lihovceva Jelena Vesznyina                  | 7–5, 4–6, 6–1       |                     |
| 19. | 2007. február 19.    | Dubaj           | Kemény     | Cara Black                  | Szvetlana Kuznyecova Alicia Molik                  | 7–6(6), 6–4         |                     |
| 20. | 2007. június 25.     | Wimbledon       | Fű         | Cara Black                  | Katarina Srebotnik Szugijama Ai                    | 3–6, 6–3, 6–2       |                     |
| 21. | 2007. július 30.     | San Diego       | Kemény     | Cara Black                  | Viktorija Azaranka Anna Csakvetadze                | 7–5, 6–4            |                     |
| 22. | 2007. október 8.     | Moszkva         | Szőnyeg    | Cara Black                  | Viktorija Azaranka Taccjana Pucsak                 | 4–6, 6–1, [10–7]    |                     |
| 23. | 2007. október 28.    | Linz            | Kemény (f) | Cara Black                  | Katarina Srebotnik Szugijama Ai                    | 6–2, 3–6, [10–8]    |                     |
| 24. | 2007. november 11.   | Madrid          | Kemény (f) | Cara Black                  | Katarina Srebotnik Szugijama Ai                    | 5–7, 6–3, [10–8]    |                     |
| 25. | 2008. február 17.    | Antwerpen       | Szőnyeg    | Cara Black                  | Květa Peschke Szugijama Ai                         | 6–1, 6–3            |                     |
| 26. | 2008, március 1.     | Dubaj           | Kemény     | Cara Black                  | Jen Ce Cseng Csie                                  | 7–5, 6–2            |                     |
| 27. | 2008. május 11.      | Berlin          | Salak      | Cara Black                  | Nuria Llagostera Vives María José Martínez Sánchez | 3–6, 6–2, [10–2]    |                     |
| 28. | 2008. június 15.     | Birmingham      | Fű         | Cara Black                  | Virginia Ruano Pascual Séverine Brémond            | 6–2, 6–1            |                     |
| 29. | 2008. június 21.     | Eastbourne      | Fű         | Cara Black                  | Květa Peschke Rennae Stubbs                        | 2–6, 6–0, [10–8]    |                     |
| 30. | 2008. július 20.     | Stanford        | Kemény     | Cara Black                  | Jelena Vesznyina Vera Zvonarjova                   | 6–4, 6–3            |                     |
| 31. | 2008. augusztus 3.   | Montréal        | Kemény     | Cara Black                  | Marija Kirilenko Flavia Pennetta                   | 6–1, 6–1            |                     |
| 32. | 2008. szeptember 7.  | US Open         | Kemény     | Cara Black                  | Samantha Stosur Lisa Raymond                       | 6–4, 7–6(6)         |                     |
| 33. | 2008. október 19.    | Zürich          | Kemény (f) | Cara Black                  | Anna-Lena Grönefeld Patty Schnyder                 | 6–1, 7–6(3)         |                     |
| 34. | 2008. november 9.    | Doha            | Kemény     | Cara Black                  | Květa Peschke Rennae Stubbs                        | 6–1, 7–5            |                     |
| 35. | 2009. február 15.    | Párizs          | Kemény (f) | Cara Black                  | Květa Peschke Lisa Raymond                         | 6–4, 3–6, [10–4]    |                     |
| 36. | 2009. február 21.    | Dubaj           | Kemény     | Cara Black                  | Marija Kirilenko Agnieszka Radwańska               | 6–3, 6–3            |                     |
| 37. | 2009. május 16.      | Madrid          | Salak      | Cara Black                  | Květa Peschke Lisa Raymond                         | 4–6, 6–3, [10–6]    |                     |
| 38. | 2009. június 14.     | Birmingham      | Fű         | Cara Black                  | Raquel Kops-Jones Abigail Spears                   | 6–1, 6–4            |                     |
| 39. | 2009. augusztus 16.  | Cincinnati      | Kemény     | Cara Black                  | Nuria Llagostera Vives María José Martínez Sánchez | 6–3, 0–6, [10–2]    |                     |
| 40. | 2010. január 9.      | Auckland        | Kemény     | Cara Black                  | Natalie Grandin Laura Granville                    | 7–6(4), 6–2         |                     |
| 41. | 2010. január 15.     | Sydney          | Kemény     | Cara Black                  | Tathiana Garbin Nagyja Petrova                     | 6–1, 3–6, [10–3]    |                     |
| 42. | 2010. április 18.    | Charleston      | Salak      | Nagyja Petrova              | Vania King Michaëlla Krajicek                      | 6–3, 6–4            |                     |
| 43. | 2010. augusztus 1.   | Stanford        | Kemény     | Lindsay Davenport           | Csan Jung-zsan Cseng Csie                          | 7–5, 6–7(8), [10–8] |                     |
| 44. | 2011. február 20.    | Dubaj           | Kemény     | María José Martínez Sánchez | Květa Peschke Katarina Srebotnik                   | 7–6(5), 6–3         |                     |
| 45. | 2011. augusztus 14.  | Toronto         | Kemény     | Lisa Raymond                | Viktorija Azaranka Marija Kirilenko                | játék nélkül        |                     |
| 46. | 2011. szeptember 11. | US Open         | Kemény     | Lisa Raymond                | Vania King Jaroszlava Svedova                      | 4–6, 7–6(5), 7–6(3) |                     |
| 47. | 2011. október 1.     | Tokió           | Kemény     | Lisa Raymond                | Gisela Dulko Flavia Pennetta                       | 7–6(4), 0–6, [10–6] |                     |
| 48. | 2011. október 30.    | Isztambul       | Kemény (f) | Lisa Raymond                | Květa Peschke Katarina Srebotnik                   | 6–4, 6–4            |                     |
| 49. | 2012. február 12.    | Párizs          | Kemény (f) | Lisa Raymond                | Anna-Lena Grönefeld Petra Martić                   | 7–6(3), 6–1         |                     |
| 50. | 2012. február 19.    | Doha            | Kemény     | Lisa Raymond                | Raquel Kops-Jones Abigail Spears                   | 6–3, 6–1            |                     |
| 51. | 2012. február 25.    | Dubaj           | Kemény     | Lisa Raymond                | Szánija Mirza Jelena Vesznyina                     | 6–2, 6–1            |                     |
| 52. | 2012. március 17.    | Indian Wells    | Kemény     | Lisa Raymond                | Szánija Mirza Jelena Vesznyina                     | 6–2, 6–3            |                     |
| 53. | 2012. augusztus 25.  | New Haven       | Kemény     | Lisa Raymond                | Andrea Hlaváčková Lucie Hradecká                   | 4–6, 6–0, [10–4]    |                     |

#### Elveszített döntői (39)
|     | Dátum                | Torna                                | Borítás      | Partner               | Ellenfelek a döntőben                              | Eredmény a döntőben | Eredmény a döntőben |
| 1.  | 1998. július 19.     | Varsó                                | Salak        | Karin Kschwendt       | Olga Lugina Karina Habšudová                       | 6–7(2), 5–7         |                     |
| 2.  | 2000. november 12.   | Kuala Lumpur                         | Kemény       | Vanessa Webb          | Henrieta Nagyová Sylvia Plischke                   | 4–6, 6–7(4)         |                     |
| 3.  | 2001. november 11.   | Pattaja                              | Kemény       | Wynne Prakusya        | Åsa Carlsson Iroda To’laganova                     | 6–4, 3–6, 3–6       |                     |
| 4.  | 2004. január 11.     | Gold Coast                           | Kemény       | Magdalena Malejeva    | Szvetlana Kuznyecova Jelena Lihovceva              | 3–6, 4–6            |                     |
| 5.  | 2004. július 3.      | Wimbledon                            | Fű           | Szugijama Ai          | Cara Black Rennae Stubbs                           | 3–6, 6–7(5)         |                     |
| 6.  | 2004. augusztus 8.   | Montreal                             | Kemény       | Tamarine Tanasugarn   | Szugijama Ai Shinobu Asagoe                        | 0–6, 3–6            |                     |
| 7.  | 2004. november 7.    | Philadelphia                         | Kemény (f)   | Corina Morariu        | Lisa Raymond Alicia Molik                          | 5–7, 4–6            |                     |
| 8.  | 2005. február 26.    | Doha                                 | Kemény       | Cara Black            | Francesca Schiavone Alicia Molik                   | 3–6, 4–6            |                     |
| 9.  | 2005. május 2.       | Berlin                               | Salak        | Cara Black            | Vera Zvonarjova Jelena Lihovceva                   | 4–6, 6–4, 3–6       |                     |
| 10. | 2005. június 4.      | Roland Garros                        | Salak        | Cara Black            | Virginia Ruano Pascual Paola Suárez                | 6–4, 3–6, 3–6       |                     |
| 11. | 2006. március 22.    | Miami                                | Kemény       | Martina Navratilova   | Lisa Raymond Samantha Stosur                       | 4–6, 5–7            |                     |
| 12. | 2006. április 9.     | Ponte Vedra Beach                    | Salak        | Szánija Mirza         | Shinobu Asagoe Katarina Srebotnik                  | 2–6, 4–6            |                     |
| 13. | 2006. június 18.     | Birmingham                           | Fű           | Jill Craybas          | Jelena Janković Li Na                              | 2–6, 4–6            |                     |
| 14. | 2006. június 24.     | Eastbourne                           | Fű           | Martina Navratilova   | Szvetlana Kuznyecova Amélie Mauresmo               | 2–6, 4–6            |                     |
| 15. | 2006. október 1.     | Luxembourg                           | Kemény (f)   | Anna-Lena Grönefeld   | Francesca Schiavone Květa Peschke                  | 6–2, 4–6, 1–6       |                     |
| 16. | 2006. október 22.    | Zürich                               | Kemény (f)   | Katarina Srebotnik    | Cara Black Rennae Stubbs                           | 5–7, 5–7            |                     |
| 17. | 2007. április 3.     | Miami                                | Kemény       | Cara Black            | Lisa Raymond Samantha Stosur                       | 4–6, 6–3, [2–10]    |                     |
| 18. | 2007. augusztus 19.  | Toronto                              | Kemény       | Cara Black            | Katarina Srebotnik Szugijama Ai                    | 4–6, 6–2, [5–10]    |                     |
| 19. | 2007. augusztus 25.  | New Haven                            | Kemény       | Cara Black            | Szánija Mirza Mara Santangelo                      | 1–6, 2–6            |                     |
| 20. | 2008. február 24.    | Doha                                 | Kemény       | Cara Black            | Rennae Stubbs Květa Peschke                        | 1–6, 7–5, [7–10]    |                     |
| 21. | 2008. április 6.     | Miami                                | Kemény       | Cara Black            | Katarina Srebotnik Szugijama Ai                    | 5–7, 6–4, [3–10]    |                     |
| 22. | 2008. október 12.    | Moszkva                              | Kemény (f)   | Cara Black            | Nagyja Petrova Katarina Srebotnik                  | 4–6, 4–6            |                     |
| 23. | 2008. október 26.    | Linz                                 | Kemény (f)   | Cara Black            | Katarina Srebotnik Szugijama Ai                    | 4–6, 5–7            |                     |
| 24. | 2009. szeptember 14. | US Open                              | Kemény       | Cara Black            | Serena Williams Venus Williams                     | 2–6, 2–6            |                     |
| 25. | 2009. november 1.    | Doha                                 | Kemény       | Cara Black            | Nuria Llagostera Vives María José Martínez Sánchez | 6–7(0), 7–5, [7–10] |                     |
| 26. | 2010. január 29.     | Australian Open                      | Kemény       | Cara Black            | Serena Williams Venus Williams                     | 4–6, 3–6            |                     |
| 27. | 2010. február 14.    | Párizs                               | Kemény (f)   | Cara Black            | Barbora Záhlavová-Strýcová Iveta Benešová          | játék nélkül        |                     |
| 28. | 2010. június 10.     | Birmingham                           | Fű           | Bethanie Mattek-Sands | Cara Black Lisa Raymond                            | 3–6, 2–3 feladta    |                     |
| 29. | 2010. szeptember 13. | US Open                              | Kemény       | Nagyja Petrova        | Jaroszlava Svedova Vania King                      | 6–2, 4–6, 6–7(4)    |                     |
| 30. | 2011. február 26.    | Doha                                 | Kemény       | Nagyja Petrova        | Květa Peschke Katarina Srebotnik                   | 5–7, 7–6(2), [8–10] |                     |
| 31. | 2011. április 3.     | Miami                                | Kemény       | Nagyja Petrova        | Daniela Hantuchová Agnieszka Radwańska             | 6–7(5), 6–2, [8–10] |                     |
| 32. | 2011. június 18.     | Eastbourne                           | Fű           | Lisa Raymond          | Květa Peschke Katarina Srebotnik                   | 3–6, 0–6            |                     |
| 33. | 2011. július 31.     | Stanford                             | Kemény       | Lisa Raymond          | Viktorija Azaranka Marija Kirilenko                | 1–6, 3–6            |                     |
| 34. | 2012. január 13.     | Sydney                               | Kemény       | Lisa Raymond          | Květa Peschke Katarina Srebotnik                   | 1–6, 6–4, [11–13]   |                     |
| 35. | 2012. június 18.     | Birmingham                           | Fű           | Lisa Raymond          | Babos Tímea Hszie Su-vej                           | 5–7, 7–6(2), [8–10] |                     |
| 36. | 2012. június 23.     | Eastbourne                           | Fű           | Lisa Raymond          | Nuria Llagostera Vives María José Martínez Sánchez | 4–6, feladta        |                     |
| 37. | 2013. február 3.     | Párizs                               | Kemény (f)   | Andrea Hlaváčková     | Sara Errani Roberta Vinci                          | 1-6, 1-6            |                     |
| 38. | 2013. április 7.     | Charleston                           | Salak (zöld) | Andrea Hlaváčková     | Kristina Mladenovic Lucie Šafářová                 | 3-6, 6-7(6)         |                     |
| 39. | 2013. szeptember 28. | Toray Pan Pacific Open, Tokió, Japán | Kemény       | Csan Hao-csing        | Cara Black Szánija Mirza                           | 4–6, 6–0, [9–11]    |                     |

## Eredményei Grand Slam-tornákon

### Páros
| Grand Slam | Australian Open            | Australian Open                   | Roland Garros               | Roland Garros                       | Wimbledon                   | Wimbledon                          | US Open                   | US Open                          |
| Év         | Eredmény Partner           | Utolsó ellenfél                   | Eredmény Partner            | Utolsó ellenfél                     | Eredmény Partner            | Utolsó ellenfél                    | Eredmény Partner          | Utolsó ellenfél                  |
| 1995       | 1. kör M de Swardt         | Patty Fendick MJ Fernandez        | 1. kör Dominique Monami     | Nanne Dahlman Karin Kschwendt       | 1. kör Dominique Monami     | Martina Hingis Radka Zrubáková     | 1. kör Dominique Monami   | Martina Hingis Iva Majoli        |
| 1996       | –                          | –                                 | –                           | –                                   | –                           | –                                  | 1. kör Joannette Kruger   | Lenka Cenková Aleksandra Olsza   |
| 1997       | –                          | –                                 | 2. kör Csurgó Virág         | Kijimuta Naoko Mijagi Nana          | 1. kör M de Swardt          | MJ Fernández Lisa Raymond          | –                         | –                                |
| 1998       | 1. kör Erika de Lone       | Serena Williams Venus Williams    | 1. kör Samantha Reeves      | Patricia Hy-Boulais Barbara Rittner | 1. kör A Dechaume-Balleret  | Lisa Raymond Rennae Stubbs         | 1. kör Laura Golarsa      | Miho Saeki Yuka Yoshida          |
| 1999       | 1. kör Karin Kschwendt     | Jana Novotná Szeles Mónika        | 3. kör Katarina Srebotnik   | Martina Hingis Anna Kurnyikova      | Elődöntő Katarina Srebotnik | Lindsay Davenport Corina Morariu   | Negyeddöntő Kimberly Po   | Larisa Neiland A Sánchez Vicario |
| 2000       | –                          | –                                 | Negyeddöntő Laura Montalvo  | V Ruano Pascual Paola Suárez        | 2. kör Laura Montalvo       | Shinobu Asagoe Samantha Reeves     | 2. kör Laura Montalvo     | Kim Clijsters Laurence Courtois  |
| 2001       | 2. kör Iva Majoli          | Kim Clijsters Laurence Courtois   | 2. kör Laura Montalvo       | Kim Clijsters Laurence Courtois     | 1. kör Laura Montalvo       | Amy Frazier Katie Schlukebir       | 2. kör Laura Montalvo     | Kimberly Po Nathalie Tauziat     |
| 2002       | –                          | –                                 | Elődöntő Nicole Arendt      | V Ruano Pascual Paola Suárez        | 2. kör Nicole Arendt        | Anna Kurnyikova Chanda Rubin       | 2. kör Nicole Arendt      | Corina Morariu Kimberly Po       |
| 2003       | –                          | –                                 | 1. kör M Malejeva           | S Farina Elia Tathiana Garbin       | 3. kör M Malejeva           | Janette Husárová Conchita Martínez | Negyeddöntő M Malejeva    | Sz Kuznyecova M Navratilova      |
| 2004       | Elődöntő Szugijama Ai      | V Ruano Pascual Paola Suárez      | 1. kör Szugijama Ai         | Shinobu Asagoe Fudzsivara Rika      | Döntő Szugijama Ai          | Cara Black Rennae Stubbs           | Negyeddöntő T Tanasugarn  | J Gymenetyjeva Szugijama Ai      |
| 2005       | 2. kör Cara Black          | Eva Birnerová Andreea Vanc        | Döntő Cara Black            | V Ruano Pascual Paola Suárez        | Győztes Cara Black          | Sz Kuznyecova Amélie Mauresmo      | –                         | –                                |
| 2006       | 3. kör Francesca Schiavone | Shinobu Asagoe Katarina Srebotnik | 2. kör M Navratilova        | A Bondarenko Juliana Fedak          | Negyeddöntő M Navratilova   | Jen Ce Cseng Csie                  | 3. kör Szánija Mirza      | Květa Peschke F Schiavone        |
| 2007       | Győztes Cara Black         | Csan Jung-zsan Csuang Csia-zsung  | Elődöntő Cara Black         | Alicia Molik Mara Santangelo        | Győztes Cara Black          | Katarina Srebotnik Szugijama Ai    | 2. kör Cara Black         | ME Camerin Gisela Dulko          |
| 2008       | Negyeddöntő Cara Black     | A Bondarenko K Bondarenko         | Elődöntő Cara Black         | A Medina Garrigues V Ruano Pascual  | Elődöntő Cara Black         | Lisa Raymond Samantha Stosur       | Győztes Cara Black        | Lisa Raymond Samantha Stosur     |
| 2009       | Negyeddöntő Cara Black     | Daniela Hantuchová Szugijama Ai   | Elődöntő Cara Black         | A Medina Garrigues V Ruano Pascual  | Elődöntő Cara Black         | Serena Williams Venus Williams     | Döntő Cara Black          | Serena Williams Venus Williams   |
| 2010       | Döntő Cara Black           | Serena Williams Venus Williams    | Elődöntő A Medina Garrigues | Serena Williams Venus Williams      | Elődöntő B Mattek-Sands     | Vania King J Svedova               | Döntő Nagyja Petrova      | Vania King J Svedova             |
| 2011       | Elődöntő Nagyja Petrova    | Gisela Dulko Flavia Pennetta      | Elődöntő Lisa Raymond       | Szánija Mirza Jelena Vesznyina      | Negyeddöntő Lisa Raymond    | Marina Eraković T Tanasugarn       | Győztes Lisa Raymond      | Vania King J Svedova             |
| 2012       | Negyeddöntő Lisa Raymond   | Szánija Mirza Jelena Vesznyina    | 1. kör Lisa Raymond         | Kaia Kanepi Csang Suaj              | Elődöntő Lisa Raymond       | Serena Williams Venus Williams     | 3. kör Lisa Raymond       | Hszie Su-vej A Medina Garrigues  |
| 2013       | 3. kör MJ Martínez Sánchez | S Soler Espinosa C Suárez Navarro | 1. kör MJ Martínez Sánchez  | F Schiavone Samantha Stosur         | 3. kör Szánija Mirza        | Shuko Aoyama Chanelle Scheepers    | 3. kör N Llagostera Vives | Ashleigh Barty Casey Dellacqua   |
| 2014       | 3. kör Csan Hao-csing      | Květa Peschke Katarina Srebotnik  | 3. kör Lisa Raymond         | Hszie Su-vej Peng Suaj              | 2. kör Lisa Raymond         | Shuko Aoyama Renata Voráčová       | –                         | –                                |

## Év végi világranglista-helyezései
| Év     | 1992 | 1993 | 1994 | 1995 | 1996 | 1997 | 1998 | 1999 | 2000 | 2001 | 2002 | 2003 | 2004 | 2005 | 2006 | 2007 | 2008 | 2009 | 2010 | 2011 | 2012 | 2013 | 2014 | 2015 | 2016 | 2017 |
| Egyéni | 771. | 581. | 287. | 356. | 241. | 149. | 148. | 299. | 444. | 180. | 220. | 765. | 444. | 180. | 220. | 765. | −    | −    | −    | −    | −    | −    | −    | −    | −    | −    |
| Páros  | 338. | 388. | 112. | 181. | 130. | 106. | 57.  | 37.  | 43.  | 21.  | 18.  | 12.  | 11.  | 6.   | 17.  | 1.   | 1.   | 1.   | 3.   | 1.   | 8.   | 22.  | 51.  | −    | −    | 401. |